# 3-тя бронетанкова дивізія (США)
3-я бронета́нкова диві́зія а́рмії США (англ. 3rd Armored Division (United States) — військове з'єднання бронетанкових військ армії США. Заснована 15 липня 1940 року. Брала участь у Другій світовій війни.
Вперше дивізія була активована у 1941 році, й брала найактивнішу участь у бойових діях в Західній Європі. За часів «Холодної війни» пунктом дислокації дивізії був Франкфурт-на-Майні (Німеччина).
Дивізія брала учать також у війні в Перській Затоці. Із завершенням «Холодної війни» дивізія була розформована.